# Paul Turner
Paul Turner (Sunderland, Tyne y Wear, 11 de marzo de 1968) es bajista y compositor de la banda inglesa Jamiroquai, nacido el 11 de marzo de 1968 en Inglaterra. Es el miembro más reciente de la agrupación, unido en el año 2005. Nació en la región de Sunderland y ha ejercido la profesión de músico desde 1987. Antes de audicionar para la banda, Jay Kay (líder de la agrupación) le ofreció simplemente un gig (presentaciones musicales de una noche, para llevar a cabo tal compromiso).
Después de unirse a Jamiroquai, Paul estuvo grabando y de gira por dos años junto Annie Lennox.
Él también ha hecho gigs con Omar, Mica Paris and Urban Jazz and Funk Band y Down to the Bone (band) el cual tuvo un gran éxito en los Estados Unidos.
Paul Turner es integrante de la banda "Trioniq" junto con el también guitarrista de Jamiroquai Rob Harris e Iwan VanHetten. 